# 硬毛粗叶木
硬毛粗叶木（学名：Lasianthus wallichii var. setosus）为茜草科粗叶木属下的一个变种。

## 扩展阅读
- 維基物種上的相關：硬毛粗叶木